# مايك ماثيوز
مايك ماثيوز (بالإنجليزية: Mike Matthews)‏ هو لاعب كرة قاعدة أمريكي، ولد في 24 أكتوبر 1973 في ودبريدغ في الولايات المتحدة.

## وصلات خارجية
- مايك ماثيوز على موقعبيزبول رفرنس.كوم (الدوري الرئيسي) (الإنجليزية)